# Degradê

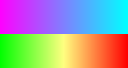
Exemplos de degradês lineares com 2 e 3 cores, respectivamente.

Degradê (do francês dégradé) ou gradiente de cor é uma sequência de tons contínuos, podendo ser limitado ou ilimitado. Ou seja, é a área onde duas ou mais cores são sobrepostas, cada uma com suas intensidades, formando uma transição suave entre as cores, no sentido de apresentar aspecto em 3D.
A tonalidade degradê representa a variação de cores que vai das mais fortes às mais suaves. 

## Exemplos

Perfis RGB 2D
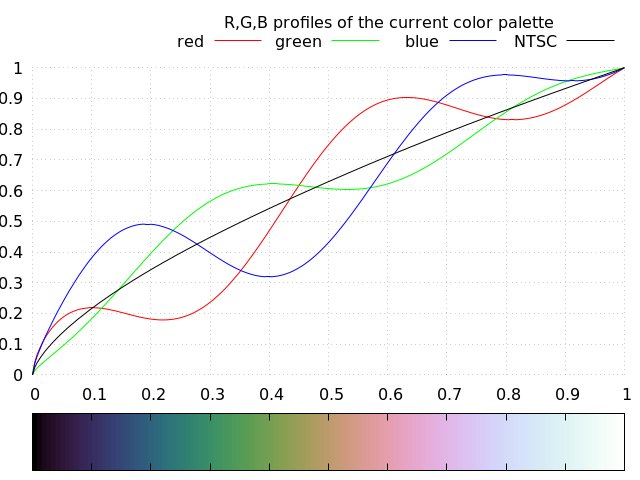
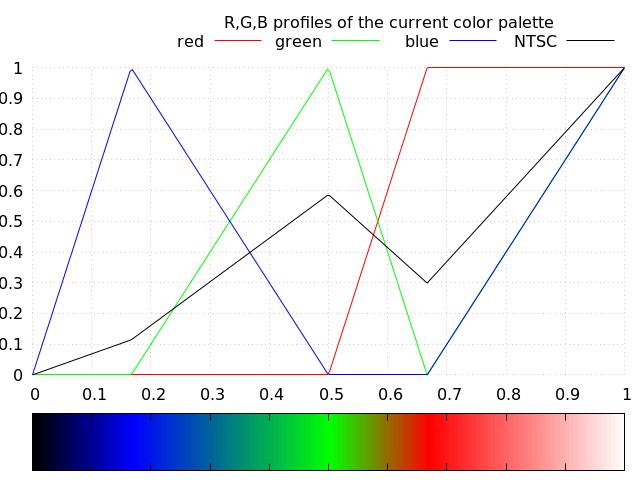
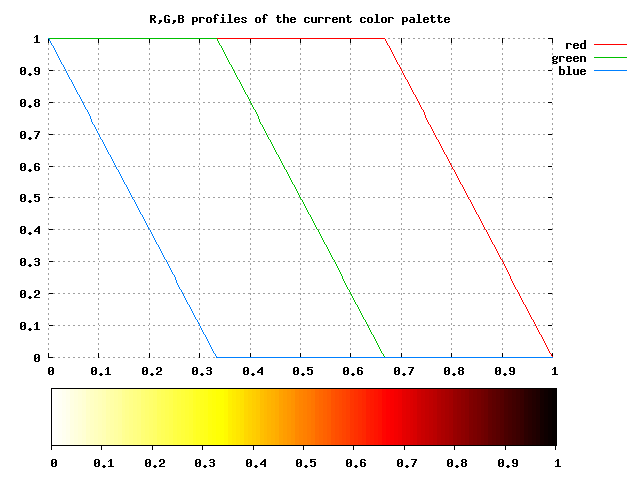
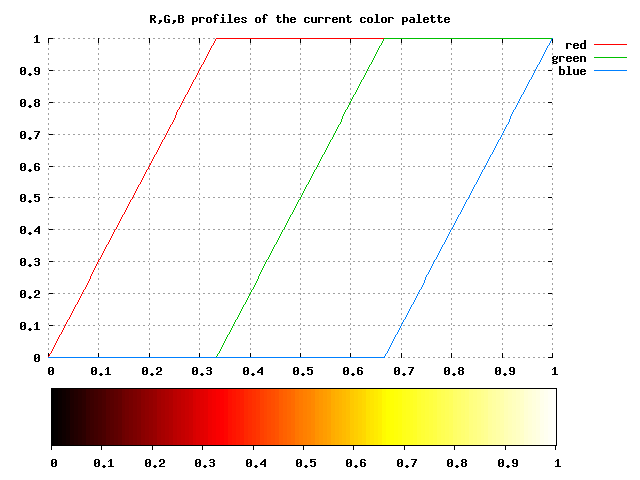
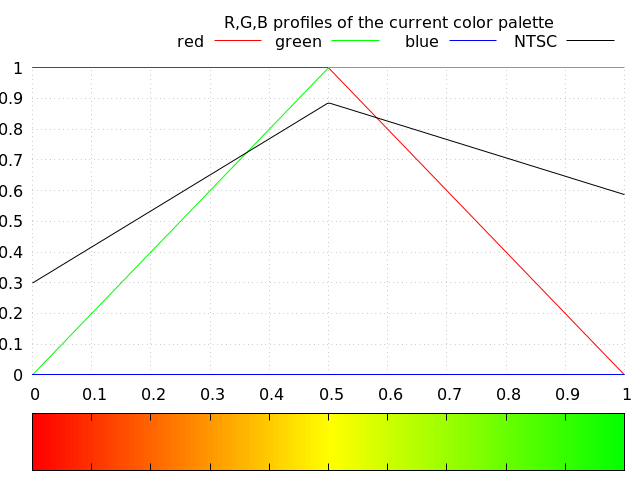
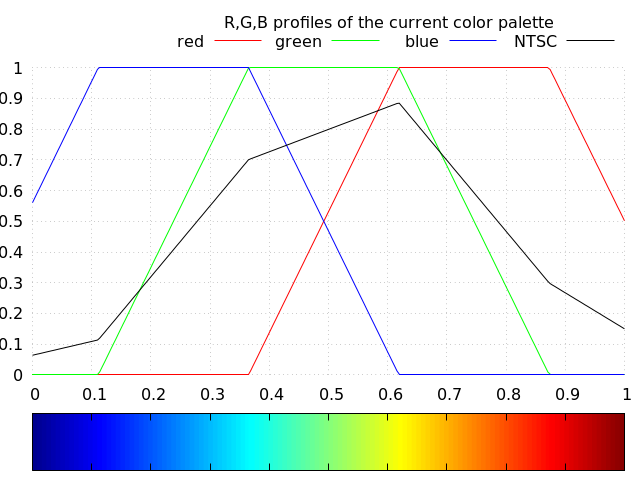
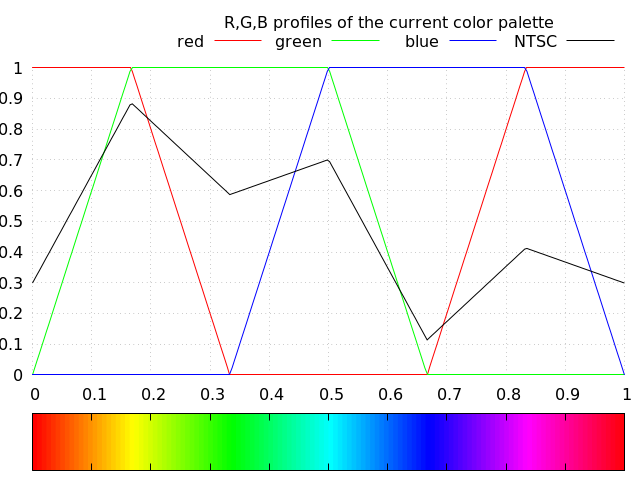

Gradiente na roda de cores HSV
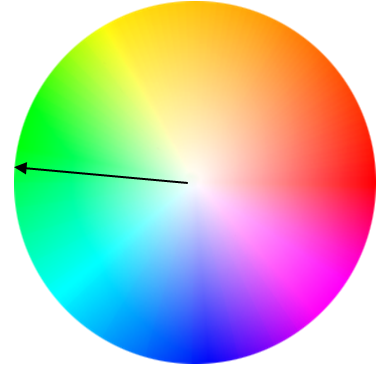
Gradiente de tonalidade única (monocromático)
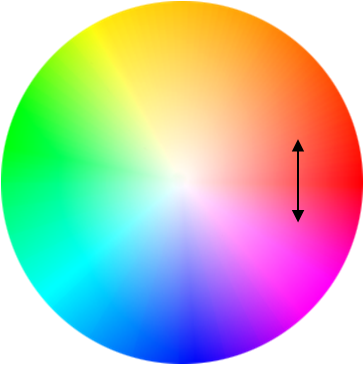
Gradiente de cores policromático (multimatiz)

### Arco-íris HSV

Arco-íris HSV
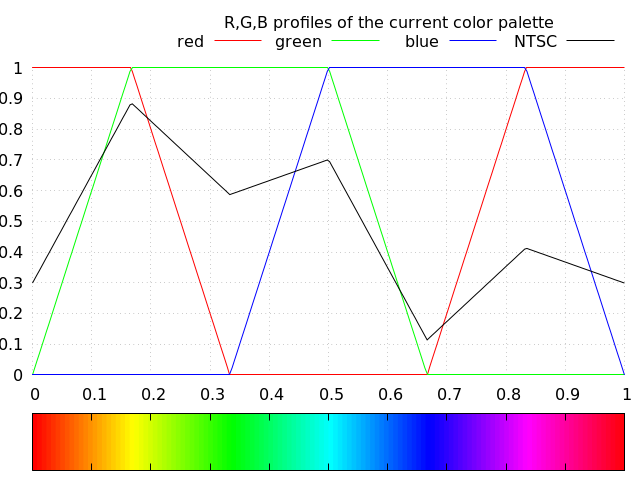
Perfis RGB 2D
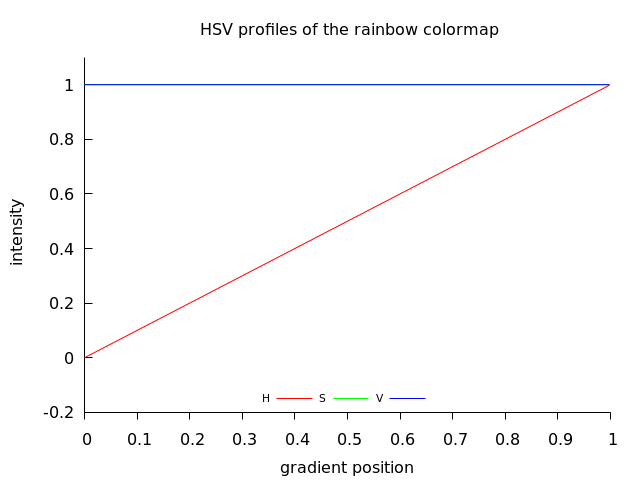
Perfis RGB 2D
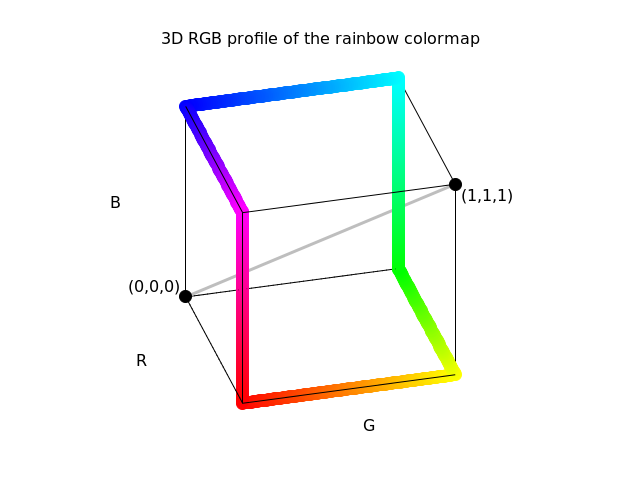
Perfis RGB 2D

## Aplicações
- Representam valores quantitativos ou ordinais, como em mapas de calor. A descrição mais precisa está na caixa de cores.[2][3]
- Preencher uma região: Muitos gerencivadores de janela permitem que o plano de fundo da tela seja especificado como um gradiente. As cores produzidas por um gradiente variam continuamente com a posição, produzindo transições de cores suaves.
- Visualize a progressão de uma operação estendida do computador, como um download, transferência de arquivos ou instalação. Ver barra de progresso.

Gradientes de cores na física
Temperatura de cor corpo preto 800-12200K
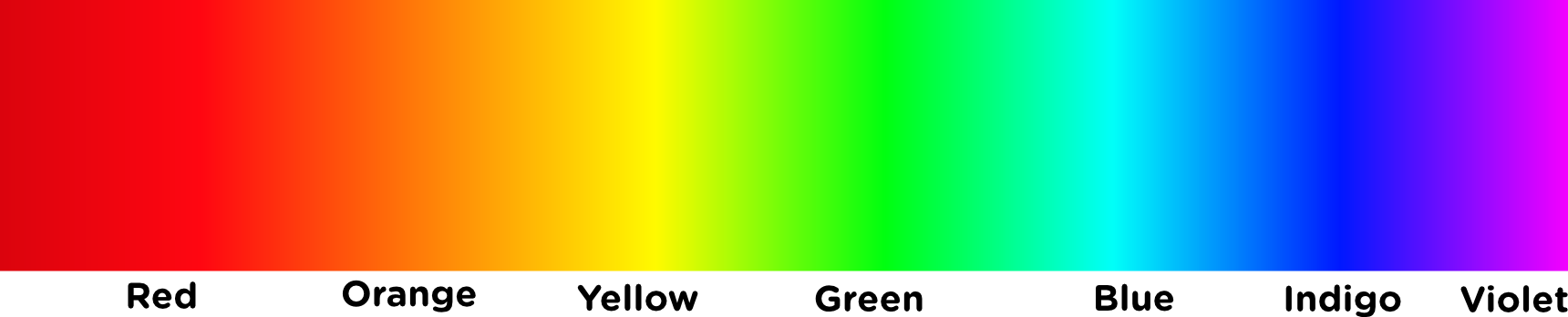
Cores do espectro de luz visível